# Феофилакт (Губанов)
Епископ Феофилакт (в миру Фёдор Губанов; 1696, Вологда — 1757, Воронеж) — епископ Русской православной церкви, епископ Воронежский и Елецкий.

## Биография
Родился в 1696 году в семье священника Вологодского уезда. Пострижен в монашество в Глушицком Дионисиевом монастыре около 1719 года.
В 1724 году назначен казначеем архиерейского дома. В том же году назначен архимандритом Глушинского монастыря.
20 августа 1727 года перемещён настоятелем в Корнилиев-Комельский монастырь.
14 июля 1732 года, по представлению епископа Афанасия (Кондоиди), переведён настоятелем в Кирилло-Белозерский монастырь. епископ Афанасий, рекомендуя архимандрита в Кирилло-Белозерский монастырь, отмечал, что он «монахов в благоговение и в страх Божий привести может, так и слуг от своевольства отвратить… понеже человек он умный, ревностный, эконом, приказный и житием безпорочный».
15 декабря 1733 года за самовольный приём в монастыре неизвестного лица, назвавшегося иеродиаконом, по приказанию Св. Синода, «при собрании всей братии в трапезе» лишён настоятельства и помещён в рядовой братской келье под караулом 4-х монастырских солдат.
4 ноября 1737 года новый Вологодский епископ Амвросий (Юшкевич) добился назначения настоятелем Комельского монастыря и судьёю Вологодской консистории.
2 июня 1740 года Святейший Синод поручил ему управление Вологодской епархией до прибытия нового архиерея.
3 октября того же года назначен членом Св. Синода и 9 октября — настоятелем Костромского Ипатьевского монастыря.
С 5 февраля до 20 декабря 1742 года присутствовал в Петербургской Синодальной конторе. Заведуя Санкт-Петербургской Синодальной конторой, Феофилакт большую часть своего времени пребывал в столице, управляя монастырем оттуда.
Жил в Петербурге на Карповке-речке, как раз возле дома митрополита Новгородского Амвросия. Не без его помощи получил назначение епископом Воронежским и Елецким.
14 сентября 1743 года хиротонисан во епископа Воронежского. Прибыл в Воронеж 31 декабря. К середине XVIII века Воронежская епархия занимала обширную территорию с населением около 800 тысяч человек.
Главным его занятием в Воронежской епархии было учреждение духовной семинарии по настойчивому требованию Синода, что и было осуществлено в 1745 году.
В пожаре 1748 года сгорело много городских церквей и духовная консистория. Занимался восстановлением храмов и архиерейских зданий. Построены Спасская и Тихвино-Онуфриевская каменные церкви, первая каменная церковь в Покровском девичьем монастыре.
Управление его епархией отличалось исключительной строгостью к подчинённым. Обладая природным крепким умом, железной волей и таким же характером, новый преосвященный, по словам анонимного историка, «пас свою паству жезлом железным». Архиерейских служителей по его приказу заковывали в кандалы, а с члена консистории акатовского архимандрита Ефрема сдернули крест и надели семипудовую цепь. При этом, по своей обширности, разнородности населения, невысокому уровню дисциплины и образования духовенства и отсутствию такового в народе Воронежская епархия была одной из труднейших для управления.
Скончался 30 ноября (11 декабря) 1757 года в Воронеже, «будучи от рождения 61 года и 9 месяцев». Погребен в Воронежском Благовещенском соборе.